# Immunglobulin G

IgG förekommer som monomer.

Immunglobulin G (IgG) är en antikropp och ingår i det adaptiva immunförsvaret. Antikroppar (immunoglobuliner) bildas av B-lymfocyter, en sorts vit blodcell.
IgG är den i blodet vanligast förekommande antikroppsklassen. Den förekommer som monomer.

## Funktion
IgG skyddar mot infektioner genom bland annat: neutralisering av mikrober och toxiner genom direkt bindning till dem; opsonisering av antigen på mikrober som leder till att makrofager och neutrofiler fagocyterar de aktuella patogenerna; aktivering av komplementsystemet; destruktion av målceller genom aktivering av NK-celler.

## Egenskaper
IgG är den enda antikroppsklass som kan passera placentabarriären och därmed går den över till fostret som får ett skydd i väntan på att det egna immunförsvaret ska aktiveras. IgG har längst halveringstid i blodet av alla antikroppar, 21–28 dagar, främst på grund av dess förmåga att binda till en specifik Fc-receptor. Den långa halveringstiden hos IgG är en av anledningarna till att de monoklonala antikroppar som framställts och används som läkemedel är av klassen IgG.

## Subklasser
Det finns fyra subklasser av IgG. Av dessa är IgG1 den vanligaste i blodplasman (45–75 %), IgG2 den näst vanligaste (16–48 %) och den som binder bäst till antigen av kolhydrater på mikrober, IgG3 den tredje vanligaste (2–8 %) och den som är bäst på att aktivera komplementsystemet, IgG4 den minst vanliga (1–12 %) och den som binder bäst till allergener. Samtliga IgG-subklasser kan stimulera makrofager till fagocytos.